# Yannick Haenel

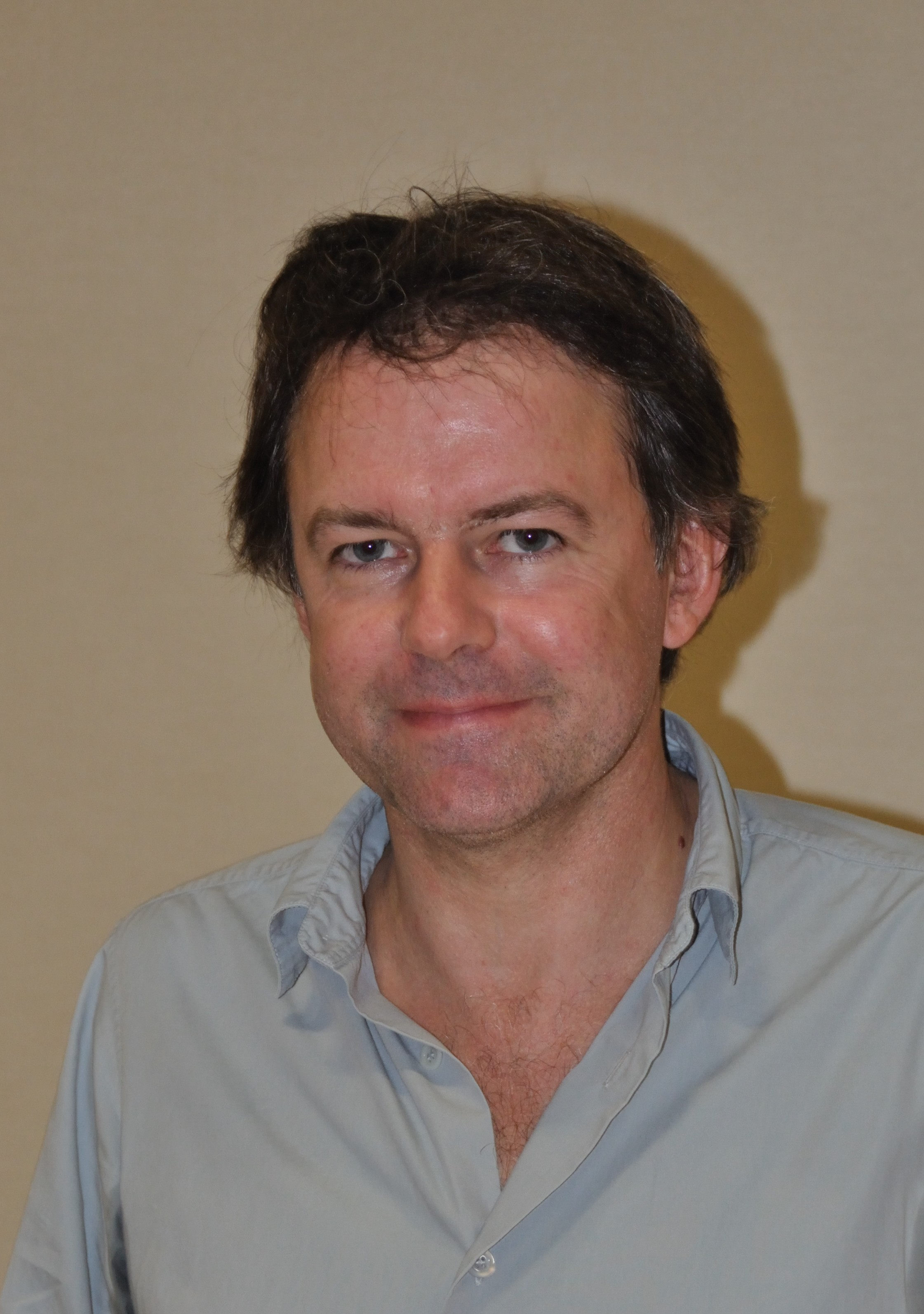
Yannick Haenel, 2011

Yannick Haenel (* 23. September 1967 in Rennes) ist ein französischer Schriftsteller.

## Leben und Werk
Als Sohn eines Militärs geboren, verbringt Haenel einige Zeit in Subsahara-Afrika und besucht später drei Jahre lang die Prytanée national militaire in La Flèche, eine Kaderschmiede Frankreichs. Später schildert der Autor in seinem ersten Roman Les Petits Soldats (Die Kleinen Soldaten, 1996) das trostlose Zusammenleben hinter den dicken Mauern dieser Schule, fernab des wahren Lebens, aber auch die Entdeckung des Alleinseins und allen voran der Literatur. In den Jahren danach wendet sich Haenel einem Literaturstudium zu, das er mit der Agrégation besteht. Anschließend unterrichtet er 17 Jahre lang Französisch, darunter auch in den sogenannten Problemvierteln der Pariser Banlieue, in Villiers-le-Bel und Mantes-la-Jolie.
1997 gründet er gemeinsam mit dem Schriftsteller François Meyronnis die Zeitschrift Ligne de risque (Risikolinie).
2001 erscheint Introduction à la mort française (Einführung in den französischen Tod). Jean Deichel, Haenels Alter Ego, flüchtet aus der ominösen Villa Blanche, einer Art Anstalt für Schriftsteller, die dort in völliger Entfremdung ihr Dasein fristen. Die Figur des Schriftstellers Maurice Blanchot (Villa Blanche) scheint bei der Niederschrift von zentraler Bedeutung gewesen zu sein und damit die eigene Befreiung Haenels aus den Fängen einer Literatur der inneren Zerstörung und der Ausweglosigkeit. In teils grotesken Bildern, lässt der Autor die in vielerlei Hinsicht unrühmliche und verdrängte Geschichte Frankreichs die Einwohner Paris heimsuchen. Während er redet, strömt dem französischen Präsidenten Blut aus dem Mund, die Seine hat sich in einen blutigen Fluss von Leichen verwandeln, der überquillt und die gesamte Stadt überschwemmt.
Die Erzählung Evoluer parmi les avalanches (Zwischen Lawinen wandeln) beginnt in einem Metroabteil über der Seine. Es ist der 12. September 2001, einen Tag nach den Anschlägen in New York: Deichel ist mit der Metro auf der Bir-Hakeimbrücke steckengeblieben. Eine Frau sitzt und liest Zeitung. Auf dem Titelbild erkennt Haenel das Foto eines Mannes, der sich aus dem World Trade Center in den Tod stürzt. Deichel, der das Foto umgekehrt sind, deutet den Selbstmord als einen Sprung „zum Himmel hin“, vergleichbar Yves Kleins Der Sprung ins Leere von 1960. Ein Zitat aus Blaise Pascals Gedanken veranlasst Deichel schließlich, sein Leben umzugestalten. Fortan lebt er im letzten Stockwerk eines naheliegenden Hochhauses, um zu schreiben. „Qu'y a-t-il dans le vide qui puisse nous faire peur?“ fragt Pascal. „Was gibt es im Nichts das uns ängstigen könnte?“
2005 gibt Haenel seinen Posten als Französischlehrer auf. Im selben Jahr erscheinen eine Reihe von Veröffentlichungen, darunter ein Essay. Das Collectif Ligne de risque, in Zusammenarbeit mit François Meyronnis erstellt, ist eine Sammlung von Gesprächen u. a. mit dem Sinologen François Jullien und dem französischen Heidegger-Spezialisten Gérard Guest. Poker beinhaltet Unterredungen Haenels und Meyronnis mit dem Schriftsteller Philippe Sollers, der zugleich ihr Verleger ist.
In A mon seul désir (der Titel ist dem besprochenen Millefleurs-Wandbehang entlehnt und heißt so viel wie: „Meinem einzigen Begehren“) macht sich Haenel auf den Spuren Rainer Maria Rilkes auf, das Geheimnis der Dame à la licorne im Pariser Musée national du Moyen Âge zu lüften.
Den Durchbruch schafft der Schriftsteller 2007 mit seinem preisgekrönten Roman Cercle, über einen Mann, der eines Tages beschließt, nicht mehr zur Arbeit zu gehen, sich von anderen Menschen löst und durch Paris schlendert. Diese Erfahrung der Freiheit gibt ihm Zugang zu einem eigenartigen Phänomen, schreibt Haenel, – dem Ereignis –, in dem sich sowohl das Geheimnis des Genuss konzentriert, als auch das der Zerstörung die die Welt beherrscht. Im weiteren Verlauf zieht es den Erzähler nach Berlin, von wo aus er nach Warschau fährt und von da aus Mitteleuropa erkundet.
Für Cercle erhielt Haenel 2007 den Prix Décembre sowie den Prix Roger Nimier.
2009 erscheint mit Prélude à la délivrance (Auftakt zur Erlösung) ein weiteres Buch in Zusammenarbeit mit Meyronnis, diesmal über das Sakrale, dargestellt anhand von Melvilles Moby Dick, mit Beiträgen auch über Warlam Tichonowitsch Schalamow und Paul Celan.
Von 2008 bis 2009 weilte Haenel als Gast in der Académie de France à Rome in der Villa Medici in Rom.
Anfang 2011 erschien mit Le sens du calme ein autobiographischer Versuch in 17 Kapiteln. Jedes Kapitel behandelt jeweils eine für den Autor ausschlaggebende Erfahrung, die seinem Schreiben zu Grunde liegt. Haenel versteht sein Buch auch als eine mögliche Antwort auf die Frage einiger Leser : warum schreiben Sie?
2017 erschien Haenels Roman Tiens ferme ta couronne, in dem er nach Introduction à la mort française und Cercle erneut auf Jean Deichel als Erzähler zurückgriff. Haenels Alter Ego verliert seine Wohnung in Paris und ist von dem Wunsch beseelt, den US-amerikanischen Regisseur Michael Cimino von einer Verfilmung seines Drehbuchs über Herman Melville zu überzeugen. Daraufhin folgt eine Reihe von Abenteuern, die von Paris über New York bis nach Italien reichen. Tiens ferme ta couronne gelangte im Jahr seiner Veröffentlichung unter die finalen vier Romane für den Prix Goncourt und wurde mit dem Prix Médicis 2017 ausgezeichnet.
Im Roman Le Trésorier-payeur von 2022 erzählt er die Geschichte eines Philosophen mit Namen Georges Bataille, der wie der gleichnamige Theoretiker einer Ökonomie der Verausgabung die Wirtschaft von innen verändert und dabei als ultimative Verausgabung das erotische Begehren entdeckt.

## „Jan Karski. Roman“ (2009)
Im September 2009 erschien Haenels Buch Jan Karski über den legendären Kurier der Polnischen Heimatarmee. Für dieses Werk wurde er mit dem Prix du roman Fnac sowie dem Prix Interallié geehrt.
Haenels Text ist im Untertitel ausdrücklich als „Roman“ bezeichnet. Er besteht aus drei Teilen: Der erste bezieht sich auf den Film Shoah von Claude Lanzmann und dessen Unterredung mit Karski im Jahre 1978, schildert also das Bild, das Karski dem französischen Regisseur von sich gegeben hat. Der zweite Teil ist eine Zusammenfassung von Karskis Autobiografie, sein Selbstbild, dessen Veröffentlichung im Jahre 1944 Karski ein jahrzehntelanges Schweigen über seine Erlebnisse hat folgen lassen. Im dritten Teil erfindet Haenel einen Karski, der in Form eines inneren Monologs darüber nachdenkt, warum die alliierten Regierungen den europäischen Juden keine Hilfe geleistet und nichts zur Verhinderung des Holocaust beigetragen haben.
Kritisiert wurde Haenel für diese „intuitive Fiktion“ des dritten Teiles. In einer Stellungnahme verwies der Schriftsteller auf die künstlerische Freiheit sowie darauf, dass „der Rückgriff auf die Fiktion [...] nicht nur ein Recht“ sei, sondern „hier notwendig, da wir fast nichts über Karskis Leben nach 1945 wissen, außer dass er 35 Jahre lang geschwiegen hat“. Lanzmann erhob im Januar 2010 in heftigen Angriffen gegen Haenel den Vorwurf des „Plagiats“ und der „Fälschung der Geschichte und ihrer Akteure“.

## Bibliographie
- Les Petits Soldats. Roman, La Table ronde, 1996. Wieder La Petite Vermillon, 2004
- Introduction à la mort française. Roman, Gallimard, coll. L’Infini, Paris 2001
- Évoluer parmi les avalanches. Roman. Gallimard, coll. L’Infini, Paris 2003
- À mon seul désir. Argol, 2005
- Ligne de risque, sous la direction de Yannick Haenel et François Meyronnis. Gallimard, coll. L’Infini, Paris 2005
- Poker, Entretiens de la revue Ligne de risque avec Philippe Sollers. Gallimard, coll. L’Infini, Paris 2005
- Cercle. Roman. Gallimard, coll. L’Infini, Paris 2007
- Prélude à la délivrance. Gallimard, coll. L’Infini, Paris 2009
- Jan Karski. Roman. Gallimard, Paris 2009
  - Übers. Claudia Steinitz[9]: Das Schweigen des Jan Karski. Rowohlt, 2012
- Le sens du calme. Mercure de France, Paris 2009
- Les renards pâles. Gallimard, Paris 2013
  - Übers. Claudia Steinitz: Die bleichen Füchse. Rowohlt, 2014
- Tiens ferme ta couronne. Gallimard, Paris 2017
  - Übers. Claudia Steinitz: Halt deine Krone fest. Rowohlt, 2019
- Le Trésorier-payeur. Gallimard, Paris 2022

## Notizen
1. ↑  Biographie de Yannick Haenel. Abgerufen am 7. August 2019.
2. ↑  Cercle offre le prix Roger Nimier à Yannick Haenel. Abgerufen am 29. Mai 2023 (französisch).
3. ↑  "Prélude à la délivrance", de Yannick Haenel et François Meyronnis : au risque de la torpeur. In: Le Monde.fr. 20. März 2009 (lemonde.fr [abgerufen am 29. Mai 2023]).
4. ↑  Yannick Haenel. Abgerufen am 29. Mai 2023 (französisch).
5. ↑  Yannick Haenel: Le sens du calme de Yannick Haenel - Editions Mercure de France. Abgerufen am 29. Mai 2023 (französisch).
6. ↑  Tiens ferme ta couronne Yannick Haenel (Roman) : la critique Télérama. 4. Oktober 2017, abgerufen am 29. Mai 2023 (französisch).
7. ↑  Yannick Haenel remporte le prix Médicis avec « Tiens ferme ta couronne ». In: Le Monde.fr. 9. November 2017 (lemonde.fr [abgerufen am 29. Mai 2023]).
8. ↑  Kai Nonnenmacher: Perlmutt und Bataille: Yannick Haenel. In: Rentrée littéraire: französische Literatur der Gegenwart. 5. Oktober 2022, abgerufen am 5. Oktober 2022.
9. ↑  Steinitz in der Übersetzer-Datenbank des VdÜ, 2019

| Personendaten    | Personendaten                |
| ---------------- | ---------------------------- |
| NAME             | Haenel, Yannick              |
| KURZBESCHREIBUNG | französischer Schriftsteller |
| GEBURTSDATUM     | 23. September 1967           |
| GEBURTSORT       | Rennes                       |